# Sucre (gemeente)
Sucre is een gemeente (municipio) in de Boliviaanse provincie Oropeza in het departement Chuquisaca. De gemeente telt naar schatting 288.122 inwoners (2018). De hoofdplaats is Sucre.